# Arctella
Arctella es un género de arañas araneomorfas de la familia Dictynidae. Se encuentra en la zona paleártica.

## Lista de especies
Según The World Spider Catalog 12.0:
- Arctella lapponica Holm, 1945
- Arctella subnivalis Ovtchinnikov, 1989